# Champ-sur-Barse
Champ-sur-Barse è un comune francese di 33 abitanti situato nel dipartimento dell'Aube nella regione del Grand Est.

## Società

### Evoluzione demografica
Abitanti censiti